# Invasion de l'Irak par les États-Unis en 2003
 - 3e division d'infanterie US

 - 1re division de Marines

 - 101e division aéroportée US

 - 173e brigade aéroportée

 - 82e division aéroportée

 -  - Special Forces - Special Air Service

Guerre d'Irak
Batailles
- Opération Southern Focus
- Opération Telic
- Umm Qasr
- Al Faw
- 1re Bassorah
- Nassiriya
- 1re Nadjaf
- Opération Northern Delay
- Opération Viking Hammer
- Samawa
- Kerbala
- Bagdad

- Sadr City
- 1re Falloujah
- 2e Nadjaf
- 1re Samarra (en)
- 2e Falloujah
- 1re Mossoul
- 1re Al-Qaïm
- 1re Tall Afar
- Opération Steel Curtain
- Massacre de Haditha
- Fusillade d'Ishaqi
- 1re Ramadi
- Offensive du Ramadan
- Diyala
- 3e Nadjaf (en)
- Bases de Bassorah
- 2e Mossoul
- Attentat de Qahtaniya
- Opération Black Eagle
- Opération Restore Peace III
- 2e Bassorah
- Opération Bashaer al-Kheir
- Opération New Dawn

- 1re Akachat
- Opération al-Shabah
- Al-Anbar
- 3e Falloujah
- 2e Ramadi
- Youssoufiya
- 2e Samarra
- 3e Mossoul
- Massacre de Badouch
- Massacre de Tikrit
- Baïji
- 2e Tall Afar
- 2e Al-Qaïm
- Massacre de Hilla
- Tikrit
- Jourf al-Sakhr
- Zoumar
- Sinjar
- Massacres de Sinjar
- Barrage de Mossoul
- Jalula
- Saqlawiya
- Massacre de Zaouïat Albou Nimr
- Mouqdadiyah
- 3e Ramadi
- Bachiqa
- Kudilah
- Tel Asqaf
- Qayyarah
- 4e Falloujah
- Khazir
- 4e Mossoul
- 1re Kirkouk
- 3e Tall Afar
- 2e Akachat
- Hawija
- 2e Kirkouk
- 3e Al-Qaïm
- Al-Jazira

Pour le conflit déclenché par l'invasion, voir Guerre d'Irak.
L'invasion de l'Irak par les États-Unis en 2003 (en anglais : 2003 invasion of Iraq), appelée opération Liberté irakienne (en anglais : Operation Iraqi Freedom) par les États-Unis, est une opération militaire déclenchée le 20 mars 2003, sur ordre du président américain George W. Bush.
Cette invasion marque le début de la guerre d'Irak, dont les objectifs principaux officiels sont de renverser Saddam Hussein, chasser le parti Baas du pouvoir, et « instaurer la démocratie en Irak ».
L'opération mène à la chute du gouvernement baassiste le 9 avril 2003 avec la bataille de Bagdad et à la capture de Saddam Hussein le 13 décembre de la même année. 

## Contexte et prélude
Bien que les combats pour l’opération Iraqi Freedom aient véritablement commencé le 17 mars 2003, les préparatifs ont débuté le 1er mars 1991, au lendemain de la fin de l’opération Desert Storm (17 janvier 1991 - 28 février 1991). L’opération Iraqi Freedom marque le dernier chapitre d’une implication continue des États-Unis dans le golfe Persique depuis vingt ans, avec notamment la présence continue de troupes américaines et britanniques sur le territoire irakien dans le cadre des opérations :
- Opération Southern Watch (août 1992- mars 2003)
- Opération Provide Comfort (avril 1991 - décembre 1996)
- Opération Desert Strike (septembre 1996)
- Opération Northern Watch (décembre 1996 - mars 2003)
- Opération Desert Thunder (février - décembre 1998)
- Opération Desert Fox (décembre 1998)
- Opération Southern Focus (juin 2002 - mars 2003).

La sécurité nationale américaine est directement concernée par la stabilité et la prospérité de la région du golfe Persique.[Comment ?] Dans cette optique, les États-Unis ont mis en œuvre les différents éléments du pouvoir national (diplomatie, information, action militaire et économie) en vue de cet objectif. Du renforcement des sanctions et des inspections internationales, à la protection des Kurdes et des musulmans, en réponse aux violations des zones interdites de survol (no fly-zones), l'option militaire a été un élément central de la politique américaine contre l'Irak depuis la fin de l'opération Desert Storm. Sans les fruits de 12 ans d'efforts et d'implication dans le golfe, l'OIF aurait été impossible à mettre en mouvement.

## Opposition à l'intervention de la coalition
Lorsque la coalition commença à rassembler ses forces armées, plusieurs pays dont : la Chine, la Russie, la France et l'Allemagne ont tenté de faire empêcher l'intervention, à l'ONU. Jugeant que la guerre ne ferait que détruire le fragile équilibre régional mis en place à la suite de la guerre Iran-Irak. Cependant ce rassemblement de nations influentes n'a pas suffi pour empêcher les hostilités.

## Établir le plan d'attaque
Les planificateurs du Commandement central américain ont commencé très sérieusement à développer les options militaires concernant l'Irak seulement trois mois après le début de l'opération Enduring Freedom en Afghanistan. Le Président Bush et le secrétaire à la Défense Donald Rumsfeld ont remarqué que la « guerre mondiale contre le terrorisme » ne peut pas être engagée seulement contre l'Afghanistan ; les terroristes ne se contentent pas d'un champ de bataille unique, dès lors les États-Unis et leurs alliés doivent faire de même et lutter contre le terrorisme à une échelle plus globale. À noter au passage que les États-Unis mènent leur guerre contre le terrorisme également aux Philippines (opération Enduring Freedom Philippines), où quelque 600 militaires conseillent et assistent les Forces Armées de Philippines dans le sud du pays, depuis le 15 janvier 2002.
Leur plus grande crainte était que les terroristes que Saddam Hussein abritait puissent obtenir de lui des armes de destruction massive (d'après les services de renseignements américains, l'Irak possédait encore des armes de destruction massive des années après les sanctions des Nations unies et les inspections de désarmement). Leur crainte est fondée sur le fait que le dictateur irakien avait fait usage de telles armes contre les Iraniens et les Kurdes, et dès lors il n'aurait sans doute pas hésité à les retourner contre des occidentaux[réf. nécessaire].
Toujours dans le domaine de la propagande, la CIA envisageait de fabriquer une vidéo dans laquelle Saddam Hussein aurait des rapports sexuels avec un adolescent dans l’objectif de le discréditer.

### Plan d'opération 1003 (OPLAN 1003)
Sur l'ordre de Donald Rumsfeld, chargé du commandement central américain, le Général Tommy Franks, a commencé à réviser les hypothèses du plan 1003, c'est-à-dire le plan de guerre préconçu pour le Moyen-Orient. Dans une série de réunions qui ont eu lieu en décembre 2001, Donald Rumsfeld et Tommy Franks ont reconceptualisé le plan 1003 et l'ont adapté à une armée moderne. La clé de l'approche de Tommy Franks, c'était de faire des opérations conjointes : intégration étroite des différentes branches armées américaines (l'US Air Force, l'US Army, l'US Marine Corps et l'US Navy), qui ne travailleraient plus chacune de leur côté, mais conjointement. Il s'agit d'un « objectif au rapprochement » qui était poursuivi depuis des années au sein des forces militaires et qui a montré ses preuves en Afghanistan. Auparavant, jamais des opérations conjointes d'une telle ampleur n'avaient été mises en œuvre.
Pendant que le département d'État américain continuait les opérations diplomatiques pour neutraliser ou contenir Saddam Hussein, Tommy Franks et son état-major ont établi la stratégie du Commandement central contre l'Irak et Saddam Hussein. Tommy Franks a créé un diagramme indiquant les différentes opérations militaires à mettre en œuvre contre les différentes composantes du pouvoir de Saddam Hussein. Par exemple : les opérations spéciales seraient efficaces pour traquer les dignitaires irakiens, mettre à néant la sécurité intérieure, rechercher les armes de destruction massive et s'attaquer aux forces armées irakiennes (armée régulière, garde républicaine ou garde républicaine spéciale), mais pas pour occuper le territoire, s'occuper des infrastructures, contenir la population civile… Bien que ce diagramme a changé au fur et à mesure que le plan d'attaque évoluait, le schéma du 8 décembre 2001 contenait les objectifs principaux de la campagne et les outils militaires qui seraient utilisés.
À la fin décembre 2001, les planificateurs du Commandement central ont identifié quatre phases pour soutenir le concept opérationnel. La ligne du temps de ces quatre phases est restée très variable.

#### Phase 1: préparation
Cette première phase a comme objectif de former une coalition internationale de soutien (politique ou militaire), et de pré-positionner les troupes dans des bases de la région, tout en continuant à agir au niveau diplomatique pour éviter, si possible, d'avoir recours à la force.
Cette phase durerait environ 90 jours, soit plus ou moins trois mois, pendant lesquels il faut :
- agir au niveau diplomatique pour obtenir un changement de régime (= saper les capacités de résistance du régime irakien) ;
- obtenir les autorisations nécessaires pour effectuer les mouvements opérationnels (= s'assurer un soutien régional et international) : convaincre des pays alliés d'accepter le survol de leur territoire, d'abriter des soldats… ;
- continuer les opérations secrètes des agences de renseignements : entrainer et préparer les forces d'opposition au régime de Saddam dans le Nord de l'Irak. Selon la mouture du plan d'attaque datée du 10 mai 2002, ces opérations avaient déjà commencé 4-5 mois auparavant (vers décembre 2001 - janvier 2002) ;
- continuer à travailler sur l'après-guerre : formation d'un nouveau gouvernement… ;
- continuer les opérations de renseignements stratégiques : localisation des sites d'importance stratégique… ;
- déployer le quartier général du commandement central (établir un quartier général avancé) ;
- continuer les préparatifs du contingent : préparer le stockage des ressources énergétiques (essence…), vaccins, augmenter le niveau d'activation des forces de réserve, mener des opérations de surveillance de sites, instaurer un pont aérien… Il s'agit de réquisitionner, préparer et déployer les forces américaines.

#### Phase 2: organiser l'espace de bataille et attaquer le régime
C'est la phase durant laquelle seraient menées les opérations de combat conventionnelles, avec la campagne aérienne et les opérations au sol. Au cours de cette deuxième phase, une campagne aérienne précèderait les opérations terrestres, comme ce fut le cas lors de l'opération Desert Storm de 1991.
Durant cette phase, les objectifs sont :
- réunir une coalition militaire internationale pour mener des opérations de combat ;
- commencer les opérations initiales en vue de dégrader la chaîne de commandement irakienne et s'emparer des zones clés ;
- poursuite des opérations diplomatiques ;
- continuation de la recherche des armes de destruction massives.
- l'US Navy et l'US Air Force ont pour mission de détruire les défenses anti-aériennes et les forces de sécurité irakiennes, détruire le régime irakien, détruire les capacités de production et de livraison d'armes de destruction massive… ;
- les forces terrestres ont pour mission de sécuriser les ponts le long de l'Euphrate, s'emparer des champs pétroliers du Sud de l'Irak, anéantir les forces irakiennes, isoler Bagdad (par le Sud, puis par le Nord et l'Ouest), traquer et détruire les armes de destruction massive (et les matières servant à leur fabrication), mener des opérations de ravitaillement…
- les forces d'opérations spéciales sont chargées de mener des frappes contre les cibles stratégiques (armes de destruction massive, défense anti-aérienne…), mener des opérations non conventionnelles avec les groupes d'opposition (kurdes, sunnites et chiites) afin de perturber les forces conventionnelles irakiennes, détruire les missiles tactiques, s'emparer et détruire les armes de destruction massive, empêcher toute attaque contre les Kurdes.

Les plans et la durée cette seconde phase ont considérablement changé durant les 15 mois qui se sont écoulés entre le briefing initial que Tommy Franks avait fait au Président Bush, et le Jour-J. Dans le concept opérationnel du 10 mai 2002, la durée de cette phase était de 45 jours (concept Generated start), mais pouvait s'étendre jusqu'à 90 jours (concept Running start) ou être réduit à 16 jours (concept hybride).

#### Phase 3: opérations décisives
Il s'agit d'une phase qui marque la fin des opérations de combats intensifs et l'éviction du régime de Saddam Hussein et du Parti Ba'ath du pouvoir. Cette phase ne peut être mise en œuvre que lorsque les deux objectifs initiaux seront atteints ; capitulation ou anéantissement des forces armées irakiennes et neutralisation du régime (les membres du régime irakien sont tués, capturés ou mis hors-la-loi et activement recherchés).
Durant cette phase, les objectifs sont :
- l'US Navy et l'US Air Force ont pour mission de détruire le régime irakien, anéantir les forces de sécurité irakiennes, détruire les capacités de production et de livraison d'armes de destruction massive… ;
- les forces terrestres ont pour mission d'anéantir les forces irakiennes, isoler Bagdad (en vue de permettre l'installation d'un gouvernement provisoire), traquer et détruire les armes de destruction massive (et les matières servant à leur fabrication), mener des opérations de ravitaillement, protéger les forces irakiennes alliées…
- les forces d'opérations spéciales sont chargées de mener des frappes contre les cibles stratégiques (armes de destruction massive, défense anti-aérienne…), mener des opérations non conventionnelles avec les groupes d'opposition (kurdes, sunnites et chiites) afin de perturber les forces conventionnelles irakiennes, détruire les missiles tactiques, s'emparer et détruire les armes de destruction massive, empêcher toute attaque contre les Kurdes.

#### Phase 4: opérations après les combats
Cette phase marque la fin des opérations de combats à proprement parler, et le commencement des opérations de stabilisation et de soutien (assistance humanitaire et reconstruction). Au fur et à mesure que des portions du territoire sont libérées, ces opérations post-combat ont été mises en œuvre, alors même que les combats continuaient ailleurs.
Cette quatrième phase était la plus floue. Tous étaient conscients que reconstruire le pays prendrait plus de temps que de démanteler le régime. Il faut :
- soutenir la création d'une force militaire irakienne ;
- soutenir la mise en place d'un gouvernement irakien provisoire ou permanent ;
- garantir l'intégrité territoriale de l'Irak ;
- transférer les activités militaires et civiles à des organisations internationales ou non gouvernementales ;
- s'assurer que toutes les armes de destruction massive aient bien été détruites ;
- collecter des renseignements, mettre en détention les terroristes et les criminels de guerre, libérer les personnes qui ont été injustement placées en détention ;
- remplacer les troupes tout en maintenant une présence militaire

### Plan d'opération 1003V (OPLAN 1003V)
Dans l'esprit de ses concepteurs, cette guerre devait être de courte durée et avec un faible nombre de soldats en comparaison de tous les conflits précédents.
Dans l'OPLAN 1003V préparant la guerre et datés du 10 mai 2002, la phase I devait durer au total 90 jours avant le début des opérations militaires de combat ; la phase II devait durer 45 jours ; la phase III devait durer 90 jours ; et finalement, la phase IV devait durer environ 1 an.

## Tirer les leçons du passé
Pendant les douze ans qui ont suivi l'opération Desert Storm, l'armée et les autres services ont tenté d'adapter à l'ère de l'après guerre-froide, les leçons apprises pendant les opérations, anticiper les changements et tendances dans l'environnement opérationnel, et finalement, tirer profit des nouvelles technologies qui augmentent les capacités de combat.
L'armée s'est également investie considérablement dans le Commandement central (CentCom) au fur et à mesure que la menace irakienne grandissait dans la région. L'armée a développé des infrastructures au Koweït (aéroports, ports maritimes, campements, quartiers généraux et postes de commandement) pour un coût total de plus de 500 millions de dollars afin de soutenir les opérations.[réf. nécessaire]
Les forces d'opérations spéciales (Rangers, Special Forces, opérations psychologiques…) ont joué un rôle important (pour la collecte de renseignements, la recherche des ADM et la traque des terroristes). Précédemment au cœur de la phase offensive de l'opération Enduring Freedom en Afghanistan, les forces d'opérations spéciales n'ont jamais été autant actives que lors de l'opération Iraqi Freedom.

## Forces de la coalition

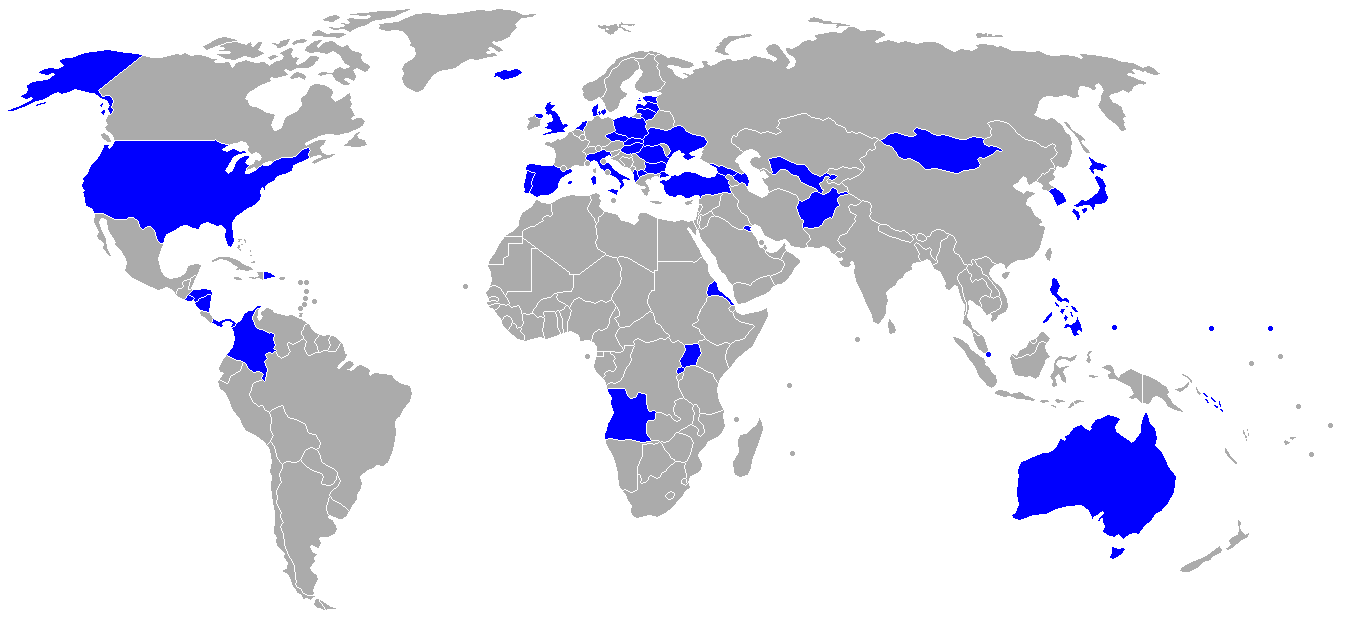
Carte des États de la coalition.

- Engagement de forces armées lors de l'offensive initiale : États-Unis, Royaume-Uni, Australie et Pologne.
- Pays ayant un rôle actif et significatif dans le soutien logistique, politique et armé : l'Australie, la Bulgarie, la Corée du Sud, le Danemark, l'Espagne jusqu'en mars 2004 (retrait des troupes à la suite des élections législatives), les États-Unis, la Hongrie, l'Italie, le Japon, la Lituanie, les Pays-Bas, les Philippines jusqu'en juillet 2004 (désengagement à la suite de l'exécution d'un otage philippin), la Pologne, le Portugal, la Roumanie, le Royaume-Uni, la République tchèque, la Slovaquie, la Turquie, l'Ukraine.
- En mars 2003, les 49 pays de la coalition cités par la Maison-Blanche sont : l'Afghanistan, l'Albanie, l'Angola, l'Australie, l'Azerbaïdjan, la Bulgarie, Colombie, la Corée du Sud, le Danemark, la République dominicaine, le Salvador, l'Érythrée, Espagne, l'Estonie, les États-Unis, l'Éthiopie, la Géorgie, le Honduras, la Hongrie, l'Italie, l'Islande, le Japon, le Koweït, la Lituanie, la république de Macédoine, les Îles Marshall, les États fédérés de Micronésie, la Mongolie, le Nicaragua, l'Ouganda, l'Ouzbékistan, les Palaos, Panama, les Philippines, la Pologne, le Portugal, la Roumanie, le Rwanda, Singapour, la Slovaquie, la République tchèque, le Royaume-Uni, les Tonga, la Turquie, l'Ukraine.

## Déroulement

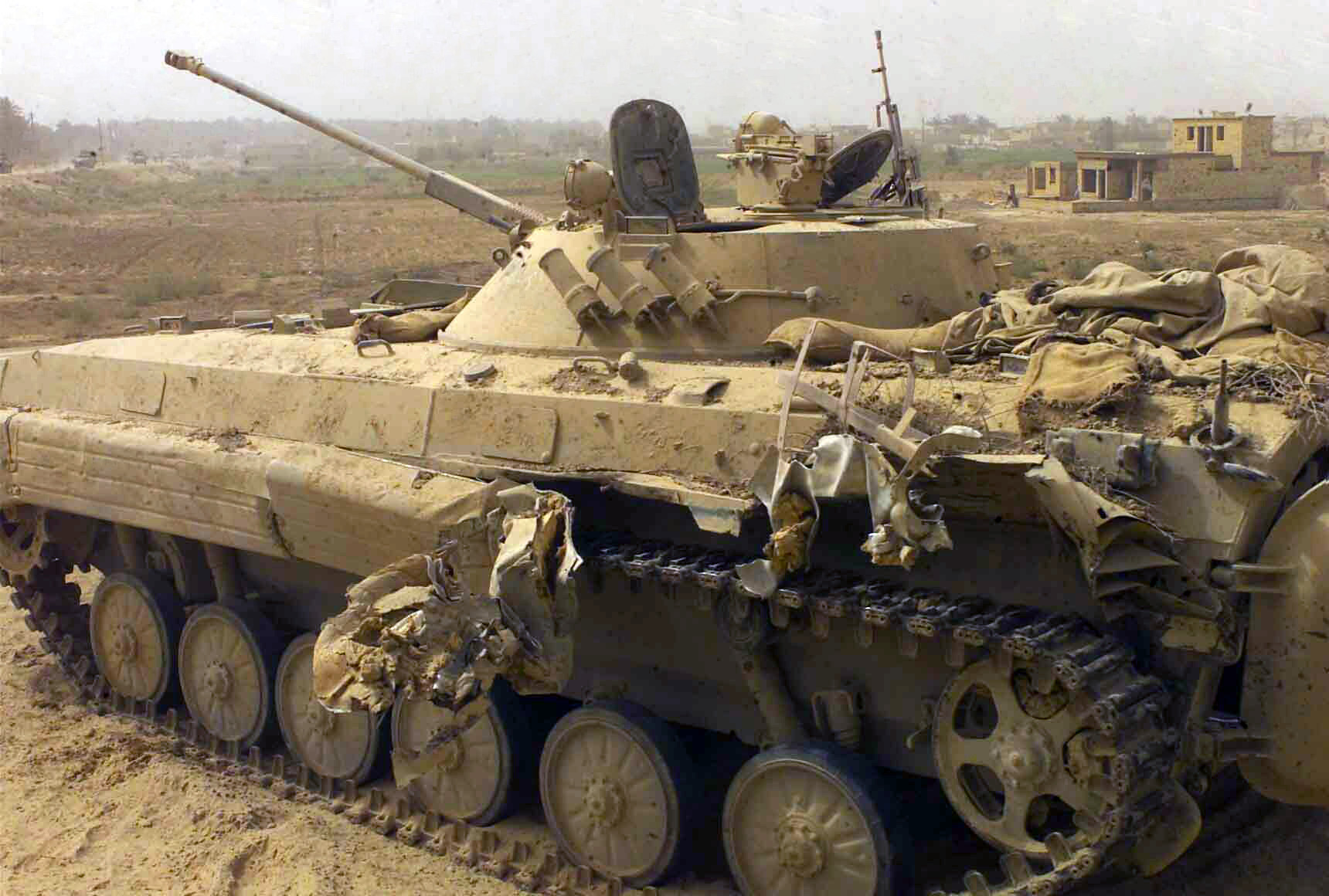
VCI BMP-2 irakien détruit pendant l'offensive.

Dans un communiqué du 24 mars 2003, le porte-parole de la Maison-Blanche Ari Fleischer parle d'« Operation Iraqi Liberation ». Rapidement, des journalistes se rendent compte que son acronyme est « OIL » (soit « pétrole » en français) et elle a ensuite été renommée « Operation Iraqi Freedom » (soit « OIF », en français : « opération Liberté irakienne »).
Le Royaume-Uni et l'Australie, pays alliés aux États-Unis dans leur « guerre globale contre le terrorisme », optent pour d'autres dénominations pour désigner les opérations militaires en Irak ; respectivement « opération Telic » et « opération Falconer (en) ».
Dirigée depuis le United States Central Command (CENTCOM) elle s'appuie sur la doctrine choc et effroi (en anglais : Shock and Awe) qui tente par l'emploi d'armements très puissants et précis de causer un choc et d'engendrer la terreur dans l'armée irakienne et la population.
Le plan de guerre du département de la Défense et de la Maison-Blanche est une modification du plan de guerre de la guerre du Golfe de 1991, et est renommé le « plan d'opération 1003 ».

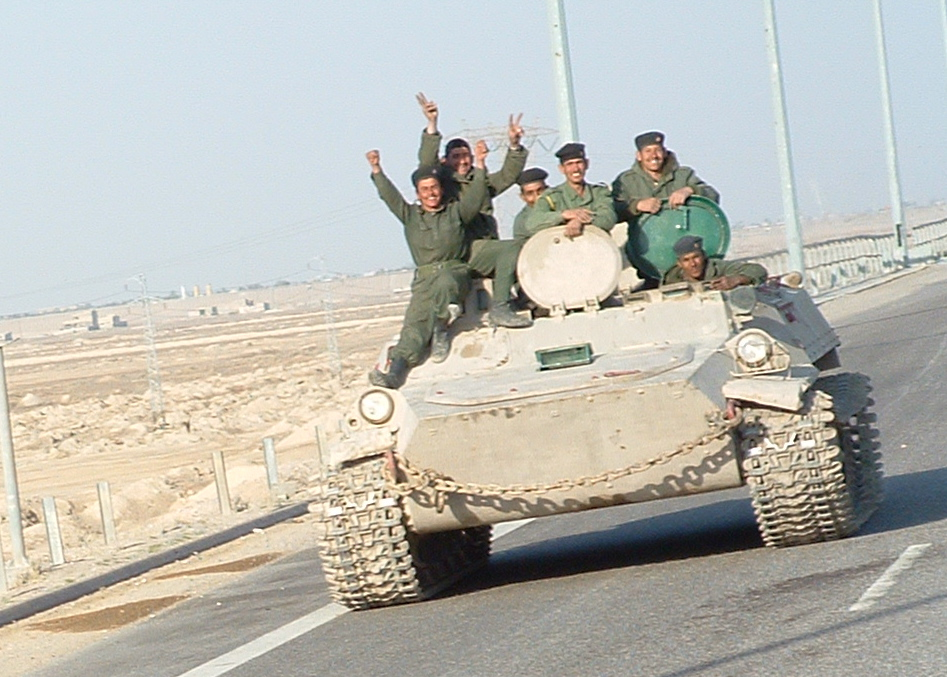
Militaires irakiens montés sur un VTT MT-LB, 28 février 2003.

Les 26 jours de l'offensive conduite par la coalition en Irak constituent une remise à jour de la guerre classique : une poussée mécanisée irrésistible, contournant les villes et franchissant promptement les cours d'eau, appuyée par l'aviation pour anéantir toute résistance et s'emparer finalement de la capitale, correspondent sur le terrain exactement à la doctrine très offensive de l'« AirLand Battle » adoptée en 1982 par l'armée américaine, lointaine descendante de la guerre-éclair menée au début des années 1940, au moins autant — sinon bien plus — qu'à la doctrine « Shock and Awe ».

### Ordre de bataille de la coalition
L'ordre de bataille terrestre de la coalition sur le front sud (Koweït) est organisé en deux corps d'armées totalisant 130 000 Américains et 22 000 Britanniques[réf. nécessaire] :
5e corps d'armée :
- 3e division d'infanterie américaine ;
- 4e division d'infanterie américaine ;
- 82e division aéroportée américaine ;
- 101e division aéroportée américaine ;
- 11e régiment d'hélicoptères d'attaque (11th AHR) (11th Attack Helicopter Regiment) ;
- 2e régiment blindé de cavalerie ;
- 3e régiment blindé de cavalerie.

I Marine Expeditionary Force (I MEF) (Ire force expéditionnaire de Marines) :
- 1re division de Marines (1st MARDIV) ;
- 3e escadre aérienne de Marines (3rd Marine Air Wing) ;
- 2e brigade expéditionnaire de Marines (2d Marine Expeditionary Brigade) « Task Force Tarawa » (TFT) ;
- 1re division blindée britannique (dont la 7e brigade blindée Desert Rats, « rats du désert » et la 3e brigade commando des Royal Marines).

L'ordre de bataille américain sur le front Nord (Kurdistan irakien) est une force opérationnelle organisée autour d'un groupe de forces spéciales, mais qui aura le contrôle opérationnel de deux importantes unités conventionnelles :
Force opérationnelle d'opérations spéciales interarmées combinée - Nord (CJSOTF-North ou « Task Force Viking ») :
- 10e groupe de forces spéciales (10th Special Forces Group) ;
- 173e brigade aéroportée américaine ;
- 26e unité expéditionnaire de Marines (26th Marine Expeditionary Unit).

### Premières frappes
Le 19 mars 2003 à 21 h 37 soit quelques heures après la fin de l'ultimatum de 48 h du président américain George W. Bush qui demandait au président irakien Saddam Hussein ainsi qu'à ses fils Oudaï et Qusay de quitter l'Irak, les États-Unis ont lancé des missiles sur Bagdad. La stratégie de la coalition a consisté, d'abord, en des bombardements ciblés et répétés de la capitale irakienne et autres villes importantes, visant à la fois à terroriser les Irakiens, l'espoir de la coalition étant de voir des désertions massives dans l'armée irakienne ou un soulèvement de la population irakienne, et à détruire les systèmes de défenses du pays.
La première frappe qui marqua le début des hostilités a été un « tir de décapitation », lancé le 20 mars à 5 h 30 (heure locale). Il s'agissait d'une tentative de décapiter le régime irakien en s'attaquant directement à Saddam Hussein et à ses fils ; en cas de réussite, cela aurait permis d'anéantir le chef militaire de l'Irak et considérablement réduit la durée de la campagne militaire qui allait suivre. En effet, des renseignements obtenus auprès d'un garde du service de sécurité rapprochée de Saddam Hussein indiquaient qu'il devait se réunir avec ses principaux conseillers dans un endroit appelé Dora Farms, au sud de Bagdad. L'informateur avait informé la CIA par téléphone satellite que Saddam Hussein se trouvait dans un bunker enterré sous ce complexe. La décision a alors été prise de frapper le site, et deux bombardiers furtifs F-117A Nighthawk du 8th Fighter Squadron "Black Sheep", 49th Fighter Wing (Holloman Air Force Base), pilotés par le lieutenant-colonel David Toomey et le commandant Mark Hoehn, ont reçu la mission dangereuse d'effectuer le tir d'ouverture.
Le 19 mars, avant même que la campagne aérienne ne débute, les deux pilotes ont reçu les détails d'une mission ultra secrète qui devait être menée contre le dirigeant irakien. Ils étaient assignés au 379th Air Expeditionary Wing à Al Udeid Air Base (Qatar) et ont reçu l'ordre de lancer le tir de décapitation moins de deux heures après en avoir reçu les premières informations. L'ordre venait directement du Pentagone. Les deux F-117A devaient être au-dessus de leur cible juste après 5 heures, au risque d'être surpris par le lever du soleil qui révélerait leur position à la défense anti-aérienne irakienne. Les deux F-117A étaient escortés par deux avions de combat EA-6B Prowler de l'US Navy, deux avions de combat F-16CJ de l'US Air Force, et ils ont ensuite été rejoints par un troisième Prowler qui a décollé du porte-avion USS Constellation, puis par un avion de ravitaillement en carburant KC-135. À l'approche de la frontière irakienne, le KC-135 a fait demi-tour et les Prowler et F-16 ont continué d'escorter les deux avions furtifs F-117A jusqu'à l'entrée de l'espace aérien au-dessus de Bagdad. Une fois au-dessus de leur cible, les pilotes ont attendu le dernier moment pour lâcher leurs bombes anti-bunker EGBU-27 Enhanced Paveway III guidées par GPS.
Alors que les pilotes larguaient leurs bombes, quelque 36 missiles de croisière Tomahawks tirés depuis des navires ont frappé diverses cibles dans la capitale irakienne. Les bâtiments les plus bombardés furent les palais présidentiels et les édifices du Parti Baas, ainsi que les casernements que les forces armées irakiennes avaient évacuées plusieurs semaines auparavant[réf. nécessaire], et les systèmes fixes de communications irakiens utilisés en temps de paix [réf. nécessaire].
Après cette première frappe de décapitation qui a été très largement montrée et commentée par les médias occidentaux, un doute planait sur le sort du président irakien. Des officiels Irakiens auraient péri, mais personne ne savait ce qu'il était advenu de Saddam Hussein : avait-il été tué, ou blessé ? Cependant, peu de temps après, Saddam Hussein est réapparu en direct sur la chaîne d'informations arabe Al Jazeera… Plusieurs rapports internes à l'Armée et à la CIA n'ont toujours pas résolu la question de savoir si Saddam Hussein était sur place ou non, ont expliqué des responsables de l'armée et des renseignements, cependant la CIA continue de penser qu'il y était probablement. Une possibilité selon eux, est que Saddam était présent, mais dans une des maisons du complexe qui n'a pas été détruite par les bombardements. Le lieutenant général Michael T. Moseley, qui commandait la force aérienne durant l'invasion, a reconnu que des inspections ultérieures ont été menées et ont établi qu'il n'y avait pas de bunker sur le complexe de Dora Farms.
D'autres tentatives pour l'éliminer durant cette guerre, sur la base de renseignements « fournis » par des « officiels » irakiens « proches du régime » eurent lieu, mais échouèrent toutes. Les forces armées irakiennes étant bien mieux camouflées qu'en 1991[réf. nécessaire], et les forces de la coalition n'ayant réussi à identifier pratiquement aucun objectif militaire utile à détruire[réf. nécessaire], les forces de la coalition passèrent à l'offensive terrestre en même temps que débutaient les bombardements aériens.
L'Irak a répliqué en tirant un missile de croisière mer-mer chinois CSSC-3 Seersucker, qui, volant au ras des vagues, n'a pu être détecté, et a explosé tout près du QG de la Ire force expéditionnaire de Marines à camp Commando au Koweït sans faire ni victimes ni dégâts, ainsi que deux missiles balistiques Ababil-100 en direction de deux QG américains au Koweït, qui furent interceptés par des missiles Patriot.

### L'offensive principale au sud

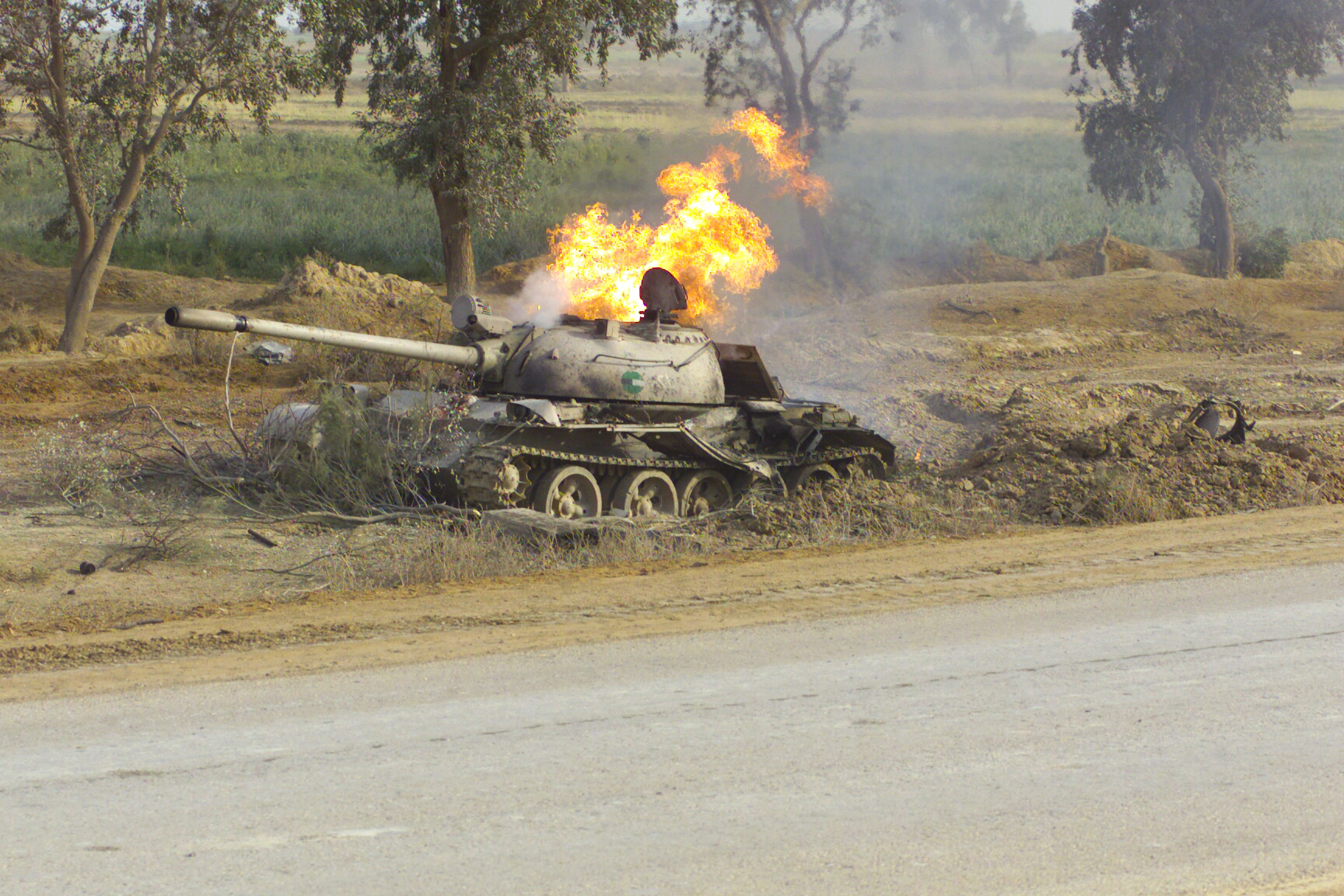
Char T-55 irakien en flammes, 2 avril 2003.

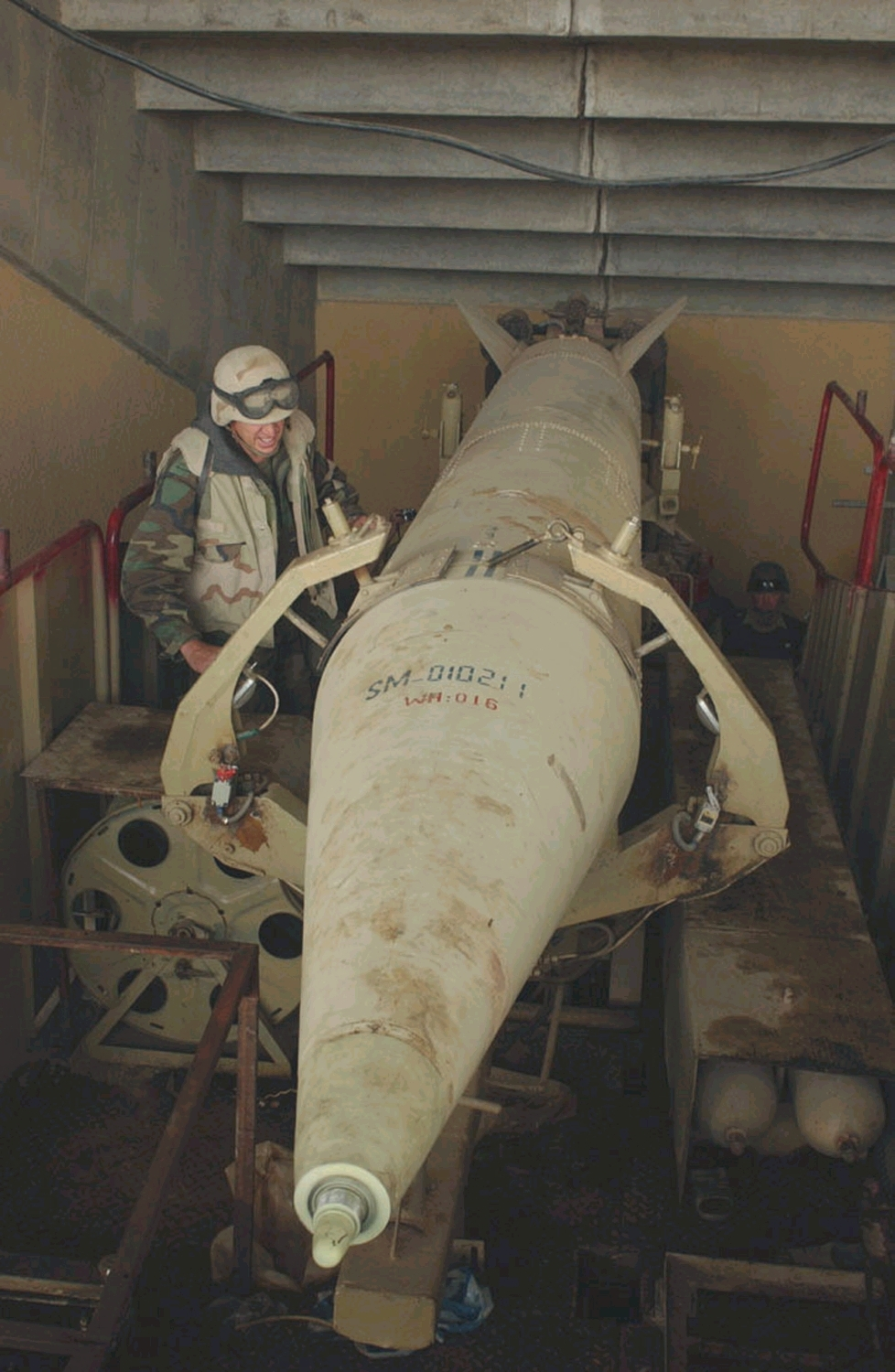
Missile balistique Al-Samoud 2 capturé en 2003

Parallèlement aux bombardements aériens, trois divisions de l'US Army (3e division d'infanterie mécanisée, 82e division aéroportée, 101e division aéroportée, renforcées de plusieurs brigades d'autres unités), la Ire force expéditionnaire de Marines et la 1re division blindée britannique, comptant 100 000 hommes de troupe et des milliers de blindés sous le commandement de l'United States Central Command stationnés au Koweït (260 000 hommes au total étaient au Proche-Orient et dans l'océan Indien), sont entrées dans le pays par la frontière sud et ont affronté trois divisions régulières irakiennes (chaque « division » irakienne étant d'une force militaire équivalente, soit à un régiment renforcé de cavalerie légère blindé en combat rapproché, soit à un régiment mécanisé en combat rapproché soit à un régiment d'infanterie légère de la coalition [réf. nécessaire], les quatorze autres « divisions » se trouvant en dehors des zones de combat (trois à Al-Amara, et les onze autres au Kurdistan[réf. nécessaire]) et ne disposant pas d'une logistique leur permettant de se déplacer à plus de quelques dizaines de kilomètres de leur garnison [réf. nécessaire]), quatre des six « divisions » de la Garde républicaine (trois « divisions » blindées équivalentes, en combat rapproché, à une brigade blindée de la coalition [réf. nécessaire], la quatrième « division » d'infanterie motorisée à une brigade d'infanterie motorisée de la coalition [réf. nécessaire], les deux autres « divisions » de la Garde, la « division » mécanisée, équivalente en combat rapproché à une brigade mécanisée de la coalition, et une seconde « division » d'infanterie motorisée, se trouvant au Kurdistan[réf. nécessaire]) ; les diverses milices, tels les Fedayins de Saddam, essentiellement chargées d'assurer la garde statique de points sensibles, ainsi que des djihadistes étrangers chargés de commettre des attentats dans Bagdad en cas d'occupation de la ville, n'ont pratiquement pas eu l'occasion de combattre.
Des combats ont eu lieu pendant plusieurs jours dans les villes d'Umm Qasr et de Nassiriya, pendant près de deux semaines à Bassorah, la résistance des Irakiens, combattant exclusivement en milieu urbain, étant plus forte que ce que l'état-major de la coalition ne l'avait escompté. En particulier, des commandos irakiens (ou des forces spéciales irakiennes) tinrent des quartiers d'Umm Qasr pendant presque une semaine [réf. nécessaire], et les forces de l'armée régulière irakienne (composée d'officiers de carrière en majorité sunnites[réf. nécessaire] et de militaires du rang, appelés pour la plupart, en majorité chiites) de Bassorah, équivalentes au total à un régiment renforcé de cavalerie légère blindée (6e « division » blindée irakienne) et à un régiment mécanisé (51e « division » mécanisée irakienne) de la coalition, « fixèrent » la 1re division blindée britannique, entièrement composée de militaires professionnels, équipée de chars de combat lourds Challenger II et de VCI Warrior, appuyée par de l'artillerie lourde (canons automoteurs AS-90 et lance-roquettes multiples M270), flanc-gardée sur sa droite par la 3 Commando Brigade des Royal Marines débarquée dans la péninsule d'Al Fao (en), et disposant de l'appui aérien de la coalition, dans les faubourgs de cette ville (en utilisant intelligemment le réseau très dense de canaux — utilisés comme « fossés antichars » — de cette agglomération, qui rend la défense de cette ville assez facile, et rendit la manœuvre des blindés lourds britanniques très difficile), ville ayant la particularité d'être incontournable, pendant toute la durée du déplacement des forces américaines vers Bagdad[réf. nécessaire]; une fois leur mission accomplie, les forces irakiennes de Bassorah ne se rendirent pas, mais s'« évaporèrent »[réf. nécessaire], alors qu'ils avaient certainement la possibilité de tenir encore plus longtemps. De même, une force de l'armée régulière irakienne de Nassiriya, infanterie légère (11e « division » irakienne d'infanterie) du volume d'un régiment de la coalition, appuyée par un petit nombre de mortiers, ne disposant ni de blindés ni d'appui aérien, s'opposa avec succès à Nassirya, pendant près de trois jours, réussissant même à faire quelques prisonniers, au franchissement à cet endroit de l'Euphrate par une brigade de Marines disposant pourtant de moyens très supérieurs[réf. nécessaire] (la coalition avait pourtant procédé à une intense campagne d'action psychologique en direction de l'armée irakienne, promettant en particulier « la vie sauve à tout soldat irakien qui ne combattrait pas »[réf. nécessaire].

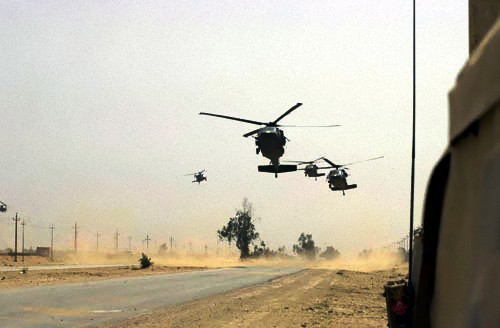
Blacks Hawks américains de la Brigade, 101st Airborne Division en 2003 lors de l'invasion de l'Irak.

Dans le même temps, des forces spéciales de la coalition furent chargées de prévenir toute mise à feu des puits de pétrole dans le Sud de l'Irak, car ceux-ci devront en particulier servir à financer la reconstruction du pays une fois la guerre terminée. L'infanterie mécanisée américaine, fortement blindée, avec ses chars de combat principaux Abrams, ses VCI Bradley, accompagnée d'une très puissante artillerie lourde (canons automoteurs M109 Paladin et lance-roquettes multiples M270) et disposant d'une suprématie aérienne totale, ont ensuite contourné les villes dans leur marche vers Bagdad. L'objectif était d'atteindre le plus rapidement possible le point central du régime, en espérant qu'une chute de la capitale entraînerait la reddition des foyers de résistance partout ailleurs.

### Le front nord

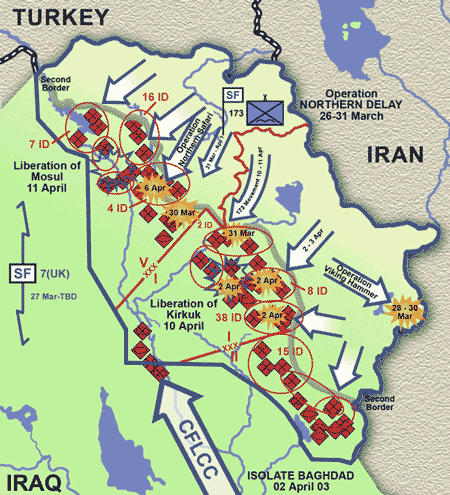
Carte détaillant les mouvements de troupe lors de l'invasion sur le front nord, du 26 au 31 mars 2003.

En parallèle, dans la région du Kurdistan, la coalition avait initialement prévu que la 4e division d’infanterie mécanisée de l'US Army venue de la province de Mardin en Turquie, division assez légère (elle était, semble-t-il, loin de disposer de tous ses blindés, surtout de tous ses chars lourds de combat Abrams et de toute son artillerie lourde (canons automoteurs M109 Paladin et lance-roquettes multiples M270), et ne disposait très probablement pas d'un appui aérien rapproché aussi important que les forces de la coalition venant du Koweït) mais la plus moderne de toute l'armée américaine au point de vue de son informatisation (et encore en cours d'expérimentation…), « fixe » dans cette région, avant l'invasion, une partie importante de l'armée irakienne, cette division ayant pour mission, soit de « menacer » Bagdad suivant un axe nord-ouest ⇒ sud-est (pendant que les Américains mèneraient l'attaque principale sur la capitale suivant l'axe sud ⇒ nord) dans l'hypothèse où l'armée régulière irakienne se trouvant au Kurdistan se serait rendue, soit de « fixer » pendant toute la durée de l'invasion et jusqu'à la chute de Bagdad, une partie importante de l'armée irakienne dans cette région, les forces kurdes du PDK et du UPK devant dans le même temps « menacer » Mossoul et Kirkouk[réf. nécessaire]. Cette division n'est finalement pas autorisée à débarquer en Turquie et, devant rejoindre le Koweït par bateau, arrivera après la fin des combats.
Face à cette menace, les Irakiens avaient massé à l'ouest de Bagdad onze « divisions » de l'armée régulière irakienne et deux « divisions » de la Garde républicaine (en première ligne, face à la frontière avec la Turquie, les forces irakiennes étaient équivalentes à deux brigades d'infanterie motorisée de la coalition (brigades irakiennes composées chacune de l'équivalent de trois régiments d'infanterie légère, chacun d'une force militaire équivalente à un régiment d'infanterie de montagne de la coalition, et d'un régiment mécanisé, équipé de chars moyens T-55 et de véhicules de transport de troupes (VTT) MT-LB, régiment d'une force militaire équivalente, en combat rapproché, à un régiment mécanisé de la coalition, disposant de commandos, appuyés par un peu d'artillerie (canon tracté D-20 et/ou D-30) mais ne disposant d'aucun appui aérien), ainsi que des groupes paramilitaires dans Mossoul et Kirkouk ; en seconde ligne, des forces équivalentes à trois brigades de la coalition se trouvaient sur chacun des trois axes routiers menant du Kurdistan à Bagdad : la « division » d'infanterie motorisée de la Garde républicaine Nabuchodonosor, disposant d'un petit nombre de chars moyens T-62 et équipée de véhicules de transport de troupes (VTT) BTR à roues, du volume d'une brigade d'infanterie motorisé la coalition (prépositionnée à Tikrit sur l'axe Mossoul-Bagdad), la « division » mécanisée de la Garde républicaine Adnan, équipée de chars moyens T-72 de fabrication irakienne (« Lion de Babylone », dont, en particulier, le blindage est de qualité nettement inférieure à celui des T-72 de fabrication soviétique) et de véhicules de combat d'infanterie (VCI) BMP-1 (sur l'axe Kirkouk-Bagdad), d'une force militaire équivalente, en combat rapproché, à une brigade d'infanterie mécanisées de la coalition, et une force de l'armée régulière irakienne équivalente à une brigade d'infanterie motorisée de la coalition (brigade irakienne composée de l'équivalent de deux régiments d'infanterie légère, chacun du volume d'un régiment d'infanterie de montagne de la coalition, et d'un régiment blindé équipé de chars moyens T-55 et de (VCI) BMP-1), régiment d'une force militaire équivalente, en combat rapproché, à un régiment de cavalerie légère blindée de la coalition) (prépositionnée à Moqdadiyah, sur l'axe Souleimaniye-Bagdad), ces trois brigades, disposant de commandos et/ou de forces spéciales et étant, elles aussi, appuyées par un peu d'artillerie (canon tracté D-20 et/ou D-30 et, peut-être, quelques canons automoteurs 2S1 Gvozdika et/ou 2S3 Akatsiya et/ou lance-roquettes multiples BM-21 Grad) mais ne disposant d'aucun appui aérien)[réf. nécessaire]. Les forces en présence étaient relativement équilibrées, voire légèrement à l'avantage des défenseurs irakiens, bien que la suprématie aérienne de la coalition lui donnait certainement en réalité l'avantage ; néanmoins, au cas où l'armée régulière irakienne aurait décidé de combattre, il est peu probable que cette Grande Unité américaine, « expérimentale » et dont tous les équipements n'étaient pas encore opérationnels, aurait réellement cherché à l'affronter et à la « réduire », par souci de limiter ses pertes en vies humaines[réf. nécessaire].
Finalement, moins d'un mois avant la date de l'invasion, la Turquie n'autorisa pas les forces terrestres américaines à opérer depuis son territoire ; néanmoins, compte tenu de la faiblesse de la logistique irakienne, la plus grande partie de l'armée irakienne du Kurdistan fut forcée de demeurer sur place, à l'exception de quelques unités de la Garde républicaine qui furent envoyées en renfort des unités de la Garde qui assuraient la défense de Bagdad[réf. nécessaire]. À la place de cette division d'infanterie mécanisée, l'armée américaine envoya au Kurdistan la 173e brigade aéroportée, principalement destinée à empêcher une intervention de l'armée turque dans cette région et à contrôler l'action des forces kurdes du PDK et du UPK[réf. nécessaire] ; cette brigade, en conformité avec une tactique que l'armée américaine avait déjà utilisée en Afghanistan, se contenta de « suivre » et d'« appuyer » si nécessaire les forces kurdes, « sécurisant » par exemple les ponts, forces kurdes qui avaient maintenant pour objectif la prise des villes de Mossoul et de Kirkouk. Les forces de l'armée régulière irakienne n'opposèrent pratiquement aucune résistance aux forces kurdes, ayant probablement eu pour consigne (pour motiver ses soldats dans une guerre qui se voulait être une « guerre de défense nationale » et non pas une guerre de défense du régime ou une guerre civile) de ne combattre que les forces « étrangères », les Kurdes étant alors considérés par les Irakiens comme des Irakiens[réf. nécessaire], et les villes de Mossoul et de Kirkouk furent pratiquement prises sans combat, après que les forces de l'armée régulière irakienne se furent (tout comme les autres forces de l'armée irakienne, qui ne se rendirent jamais, à l'exception, à la fin des hostilités, des généraux commandant des Régions militaires) « évaporées »…[réf. nécessaire]

### Le front ouest
Dans les mois qui avaient précédé l'invasion, les forces de la coalition avaient fait courir le bruit d'une possible vaste opération aéroportée qui, depuis le désert irakien situé près de la frontière jordanienne aurait pu conduire une offensive sur Bagdad suivant une direction sud-ouest ⇒ nord-est, en passant notamment par Falloujah ; en réalité, cette opération, demandant des moyens très importants, en particulier au niveau de la logistique, et très risquée si les Irakiens avaient décidé de mettre en place des troupes sur les aérodromes qui auraient dû dans ce cas être utilisés par les forces de la coalition, ne semble jamais avoir été réellement planifiée, et les Irakiens ne semblent pas y avoir réellement cru[réf. nécessaire] ; ils placèrent néanmoins quelques troupes à Falloujah, ville qui pouvait, de toute manière, être menacée par des troupes de l'US Army si celles-ci avaient décidé de se flanc garder sur leur aile gauche lors leur attaque principale sur Bagdad par le Sud. En fait, la coalition se contenta d'envoyer dans cette région désertique quelques forces spéciales, région uniquement défendue côté irakien par des gardes-frontières ; les forces spéciales américaines se contentèrent de progresser vers le nord, afin de contrôler la frontière de l'Irak avec la Syrie et d'empêcher ainsi une fuite éventuelle des dirigeants irakiens en direction de la Syrie, si ceux-ci avaient décidé de faire une telle tentative[réf. nécessaire].

### Forces d'opérations spéciales
Les forces d'opérations spéciales de la coalition impliquées dans l'opération comptaient plus de 10 000 membres, et leur impact a été déterminant. Les effectifs de ces forces non conventionnelles ont été estimés comme suit : 2 000 opérateurs de forces spéciales, 1 000 militaires des opérations psychologiques (PSYOPS), 1 000 membres d'équipage d'unités aériennes spéciales, 2 000 soldats d'infanterie d'élite (presque tous aéroportés), 2 000 personnels des affaires civilo-militaires, et que 2 000 soldats et traducteurs des « Forces irakiennes libres » et d'autres origines.

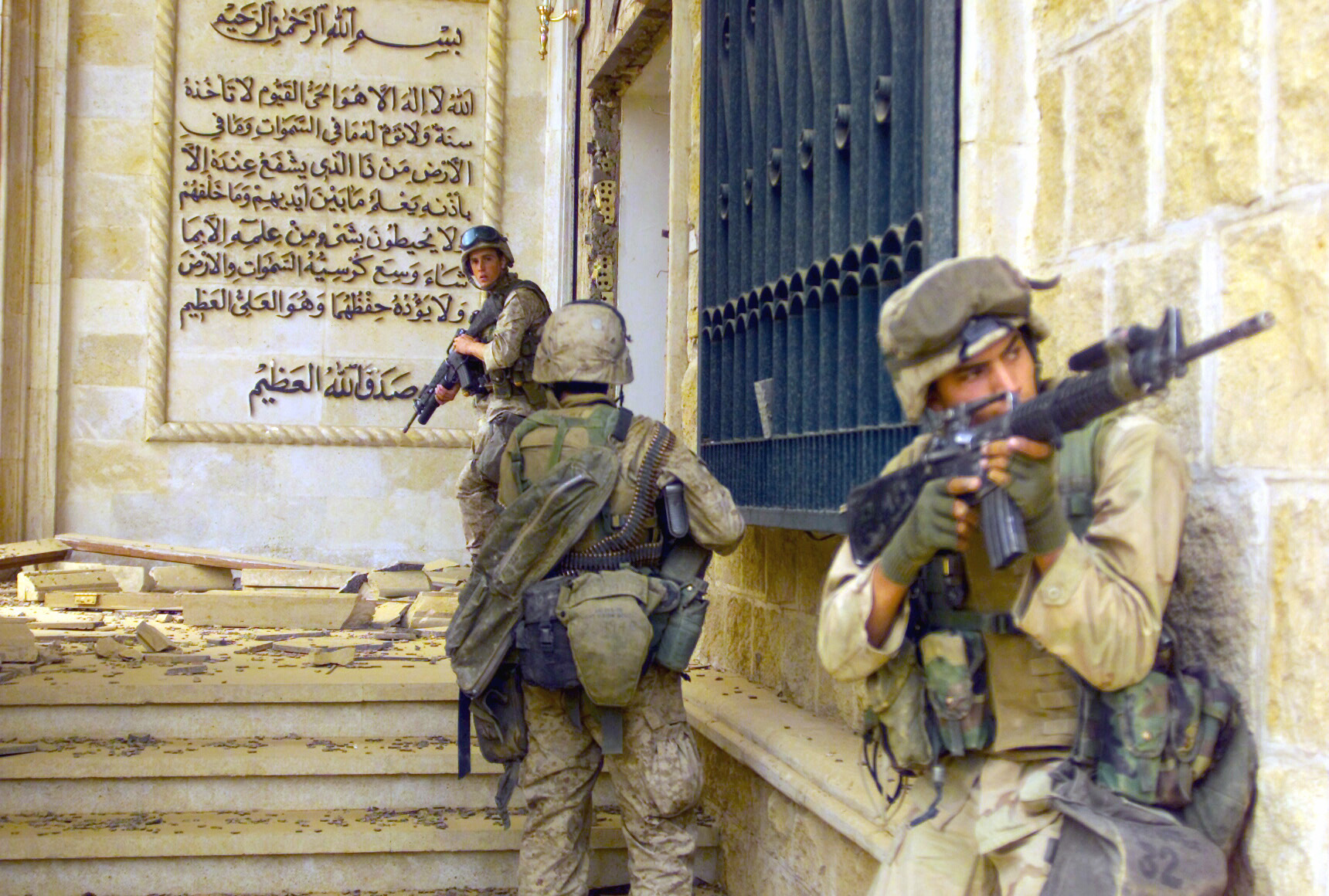
Des Marines pénétrant dans un des palais de S. Hussein à Bagdad le 9 avril 2003.

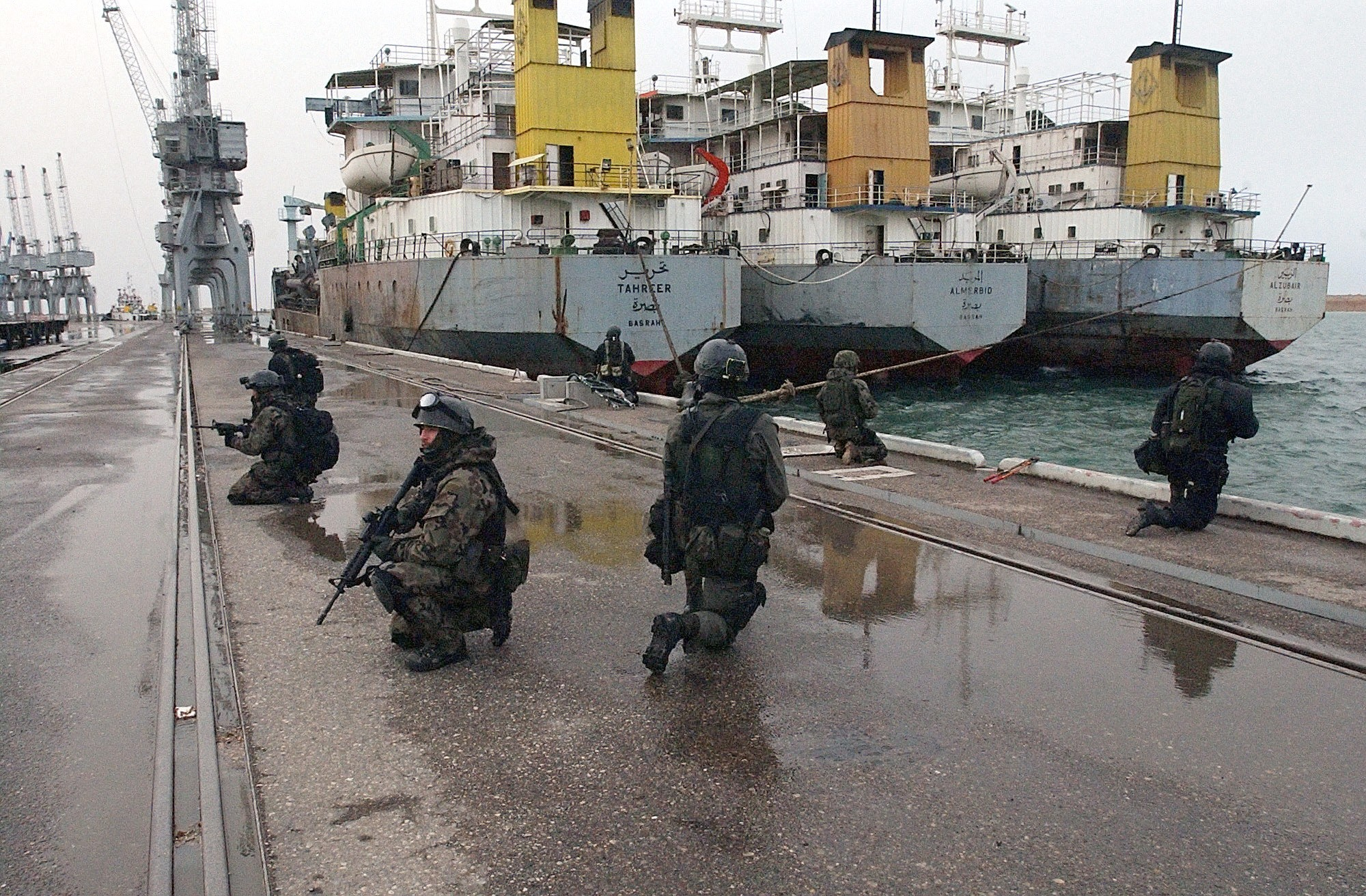
Membres du GROM polonais sécurisant le port d'Umm Qasr dans les premières semaines de l'offensive.

Les forces spéciales américaines et de la coalition ont effectué trois missions de manière relativement ouverte : elles ont opéré dans l'Ouest de l'Irak et contrôlé les axes reliant l'Irak à la Jordanie et à la Syrie, encadré les combattants kurdes en leur fournissant un appui-feu décisif, et récupéré du personnel en zone hostile. Elles ont également capturé des infrastructures essentielles, telles que les installations pétrolières et les barrages hydro-électriques, en avance des forces classiques. Elles ont aussi mené des reconnaissances et des actions offensives dans tout le pays, prenant pour cibles des installations ou des formations avec l'appui de l'aviation, et établi des contacts directs avec des chefs de clans et des commandants irakiens — probablement en coordination avec des éléments de la CIA.
Pour la seule US Army, entre les 5e et 10e groupes de forces spéciales, ce sont en effet 88 détachements de douze hommes qui ont été engagés en Irak, avec chacun une mission et un secteur propres. Si l'on y ajoute les SEAL de l'US Navy, les Special Air Service (SAS) britanniques et australiens, il y a probablement eu jusqu'à 120 détachements présents simultanément dans tout le pays, fournissant au Central Command un aperçu global de la situation au sol tout en saturant, aveuglant et fixant les forces irakiennes.

### La bataille de Bagdad et la chute du régime

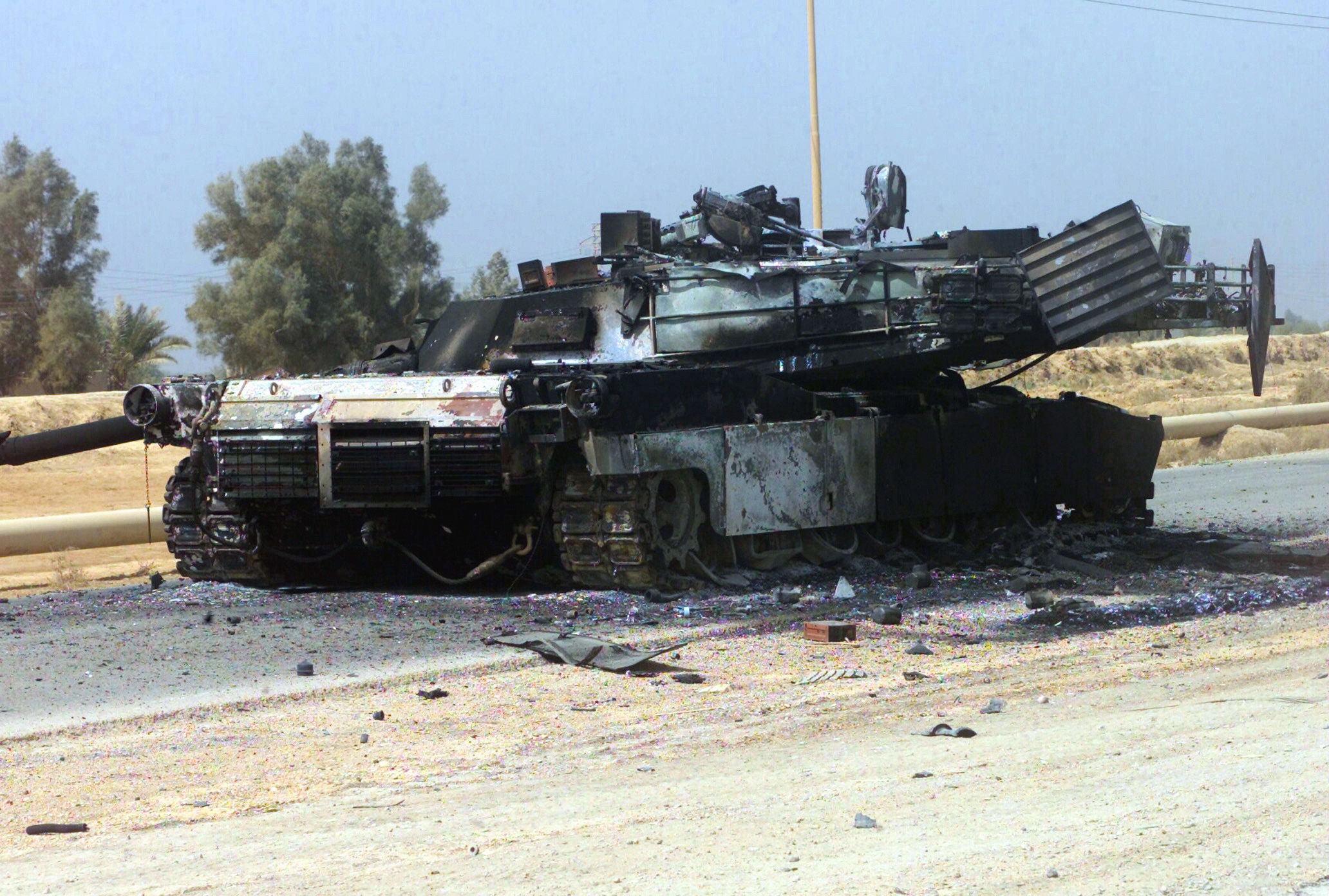
Il y eut de légères pertes parmi les forces alliés, comme le montre ce char M1A1 Abrams américain détruit.

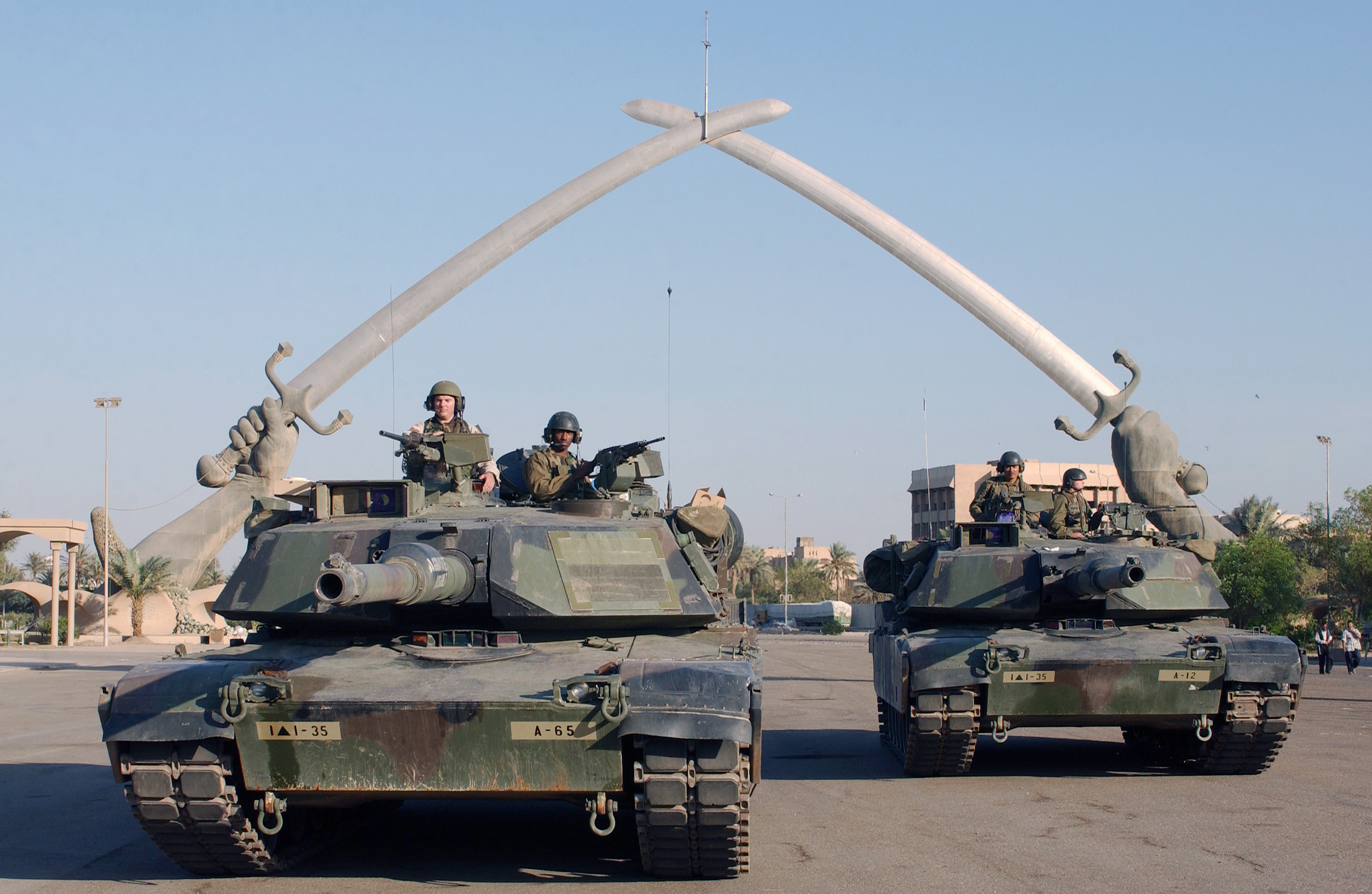
Chars M1 de la 1re division blindée américaine à Bagdad devant les mains de la victoire commémorant la guerre Iran-Irak

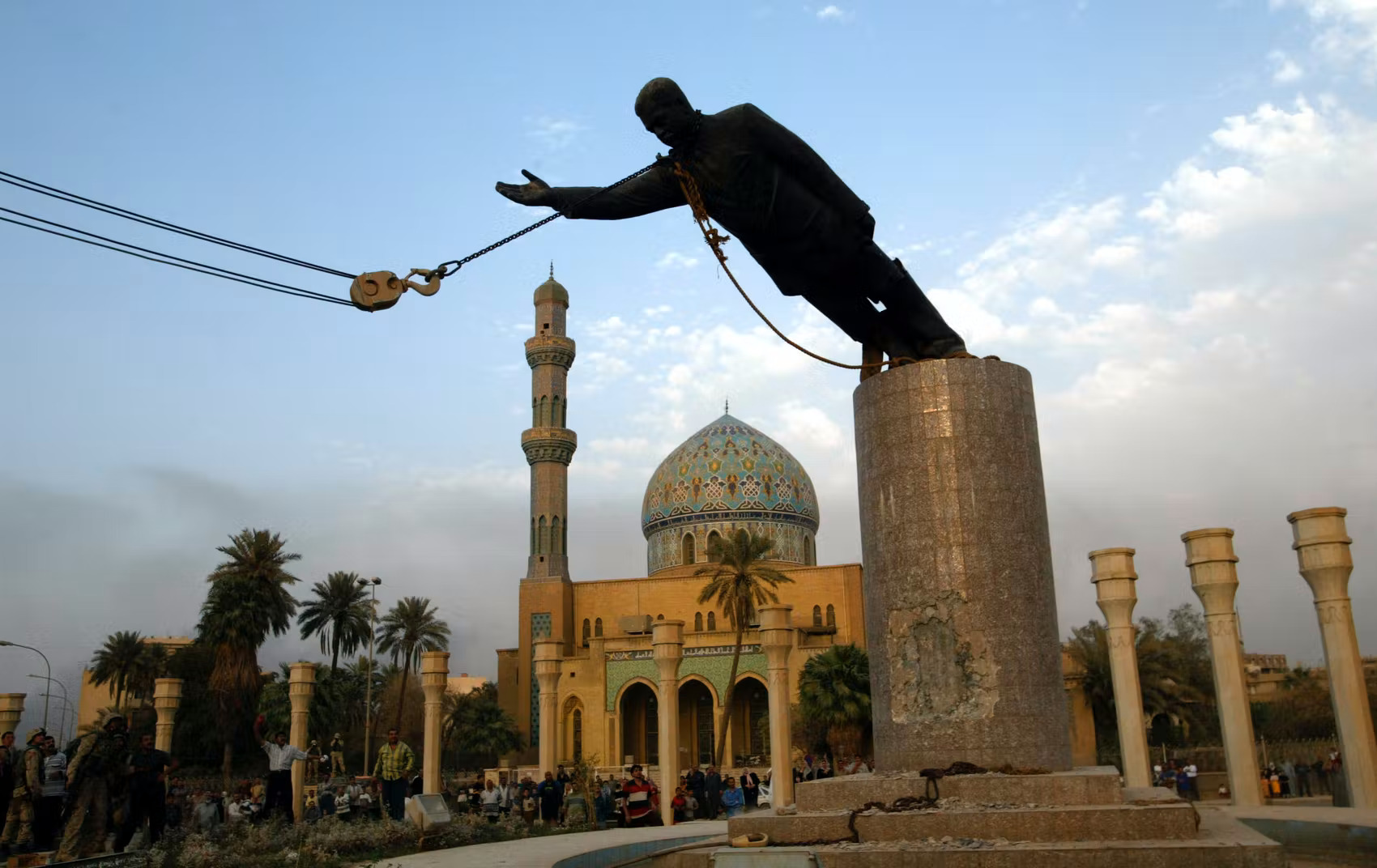
Image-symbole de la chute du régime de Saddam Hussein, sa statue du square Firdos abattue le 9 avril 2003.

Après seulement 19 jours de déplacement et au prix de quelques combats (depuis le départ du Koweït), l'armée américaine a bousculé facilement au sud et à l'est de Bagdad des unités de la Garde républicaine (entièrement composée de militaires professionnels, en majorité, ou presque exclusivement, des sunnites[réf. nécessaire]), principalement équipées de chars moyens T-72 « Lion de Babylone », de véhicules de transport de troupes (VTT) BTR à roues, de véhicules de combat d'infanterie (VCI) BMP-1 et BMP-2, ne dépassant jamais un volume équivalent à un escadron blindé des forces de la coalition [réf. nécessaire], unités combattant de façon isolées et apparemment très mal commandées au niveau du commandement de la Garde républicaine ; le commandant des opérations (civil) de la Région militaire centre, incluant en particulier les régions de Bagdad, de Tikrît, de Baqubah et de Kut, défendue par le Garde républicaine, était Qoussaï Hussein[réf. nécessaire], l'un des deux fils de Saddam Hussein. L'armée américaine a alors pénétré dans Bagdad, menant des attaques contre des bâtiments symboliques du gouvernement irakien, alors que le premier plan du Pentagone aurait prévu de parvenir à 80 km de la capitale après 47 jours. L'armée américaine a pris le contrôle de la capitale avec une série de raids blindés qui ont facilement réduit une faible résistance, mal organisée, de la Garde républicaine spéciale (en) chargée de la protection des palais présidentiels, et de divers groupes paramilitaires.
En 21 jours de combat, les forces de la coalition ont détruit 847 chars et 777 véhicules blindés de transport de troupes et de combat d'infanterie irakiens.
Le régime de Saddam Hussein est tombé dans les jours suivants. Les dernières poches de résistance armée n'ont alors pas tardé à tomber.
Le 9 avril 2003, on considère que l'offensive est terminée et que le régime baasiste est tombé, avec le renversement de la statue de Saddam Hussein sur la place Ferdaous (Bagdad), par un char américain.

## Statistiques

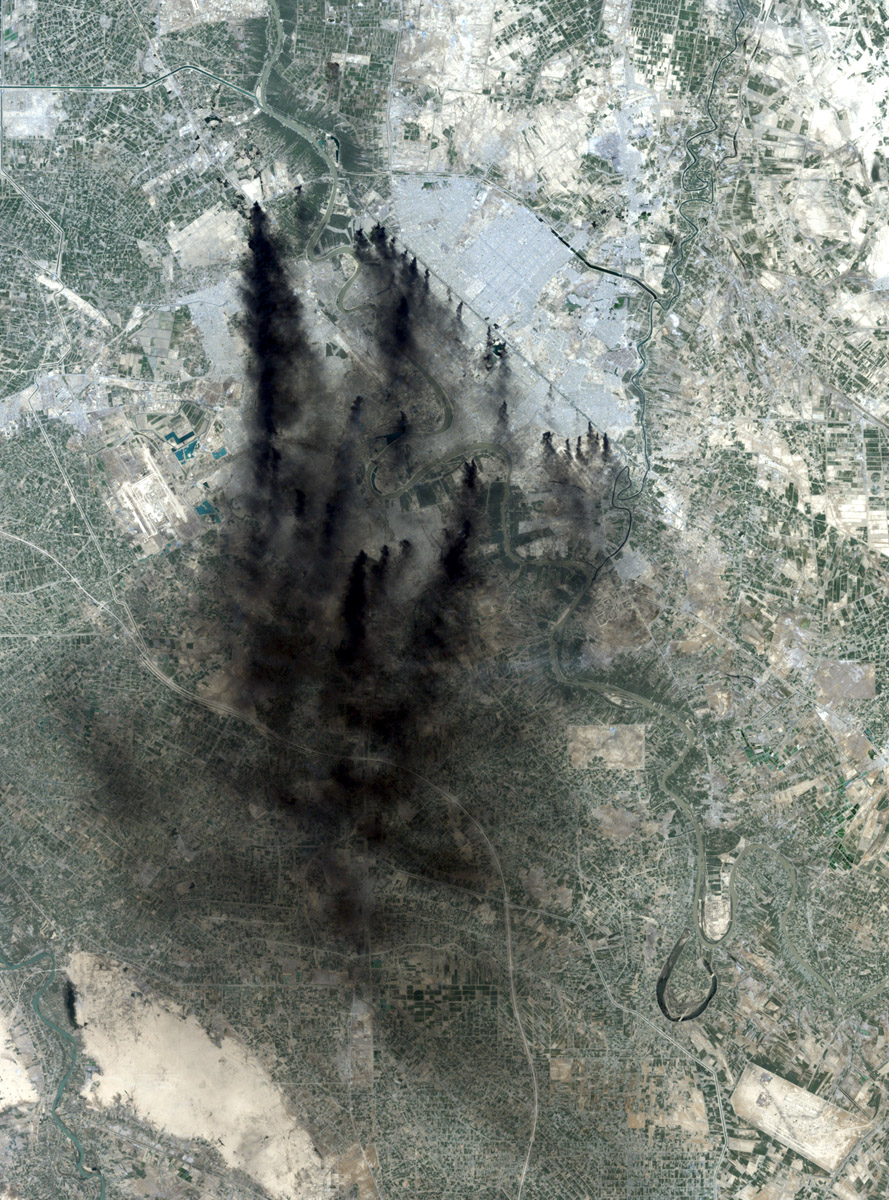
Conséquences des bombardements sur Bagdad le 2 avril 2003.

Dans la nuit du 21 au 22 mars, quelque 800 missiles de croisière et 1 000 armes air-sol guidées se sont abattus sur près de 1 500 objectifs situés dans et autour de la capitale irakienne. Selon les dires du gouvernement irakien de Saddam Hussein, seules trois personnes ont perdu la vie durant ces bombardements. Dans son livre Irak. Le mensonge, Michel Carlier parle de 60 morts parmi les civils durant la première semaine des bombardements sur Bagdad. Il précise :
"En six jours, les avions bombardiers américains et britanniques ont effectué quelque 17.000 sorties. En 1999, lors de la guerre du Kosovo, au terme d'une campagne de 78 jours, on avait comptabilisé 23300 sorties, seulement ! La comparaison de ces deux chiffres donne a réfléchir. En 1999, les aviateurs des États-Unis et d’autres pays membres de l'O.T.A.N. avaient effectué, en moyenne, 299 sorties par jour. Dans la campagne contre l'Irak, ce score est tout simplement pulvérisé: 2.833 sorties quotidiennes, soit près de dix fois plus ! Ces chiffres ne tiennent pas compte des huit vagues de bombardements qui ont déferlé sur la capitale irakienne, durant toute La nuit du 27 au 28 mars. Selon les journalistes étrangers encore présents sur place, le déluge de feu qui s'est abattu a été, tout simplement, indescriptible. Comment, dans de telles conditions, les millions d'habitants de cette ville martyre pourraient-ils encore rester sains d'esprit ? Comment imaginer sérieusement qu'ils envisagent de se préparer à accueillir en libérateurs les hommes qui les assiègent et les bombardent ?" (P. 71)
Les prédictions extraordinairement pessimistes à propos de la guerre ne doivent pas être oubliées. Plusieurs agences de l'ONU avaient, par exemple, estimé qu'une invasion de l'Irak ferait environ 500 000 morts et blessés[réf. nécessaire], alors que les pertes en non combattants seraient restées remarquablement faibles, entre 600 et 1 252 morts au cours de ces 26 jours, selon les différentes déclarations du gouvernement irakien de Saddam Hussein, alors en place.
Les pertes humaines sont de 139 tués dont 105 au combat et de 552 blessés au combat pour les forces des États-Unis du 30 avril au 9 octobre 2003.

## Terme de l'opération
Cette opération militaire s'est terminée officiellement lors de la prononciation d'un discours par le président Georges W. Bush, sur le porte-avions USS Abraham Lincoln portant la bannière Mission accomplie le 1er mai 2003, alors que Saddam Hussein n'est pas encore arrêté.
Si cette guerre conventionnelle a démontré, une nouvelle fois, la puissance de feu des États-Unis (et de certains de leurs alliés), l'après-guerre, avec ses actes d'insurrections, voire de terrorisme intercommunautaire, commis par une guérilla irakienne protéiforme, illustre des difficultés qu'une armée conventionnelle rencontre dans une guerre asymétrique et, surtout, face à un conflit qui, pour les forces d'occupation, s'est progressivement transformé en guérilla.

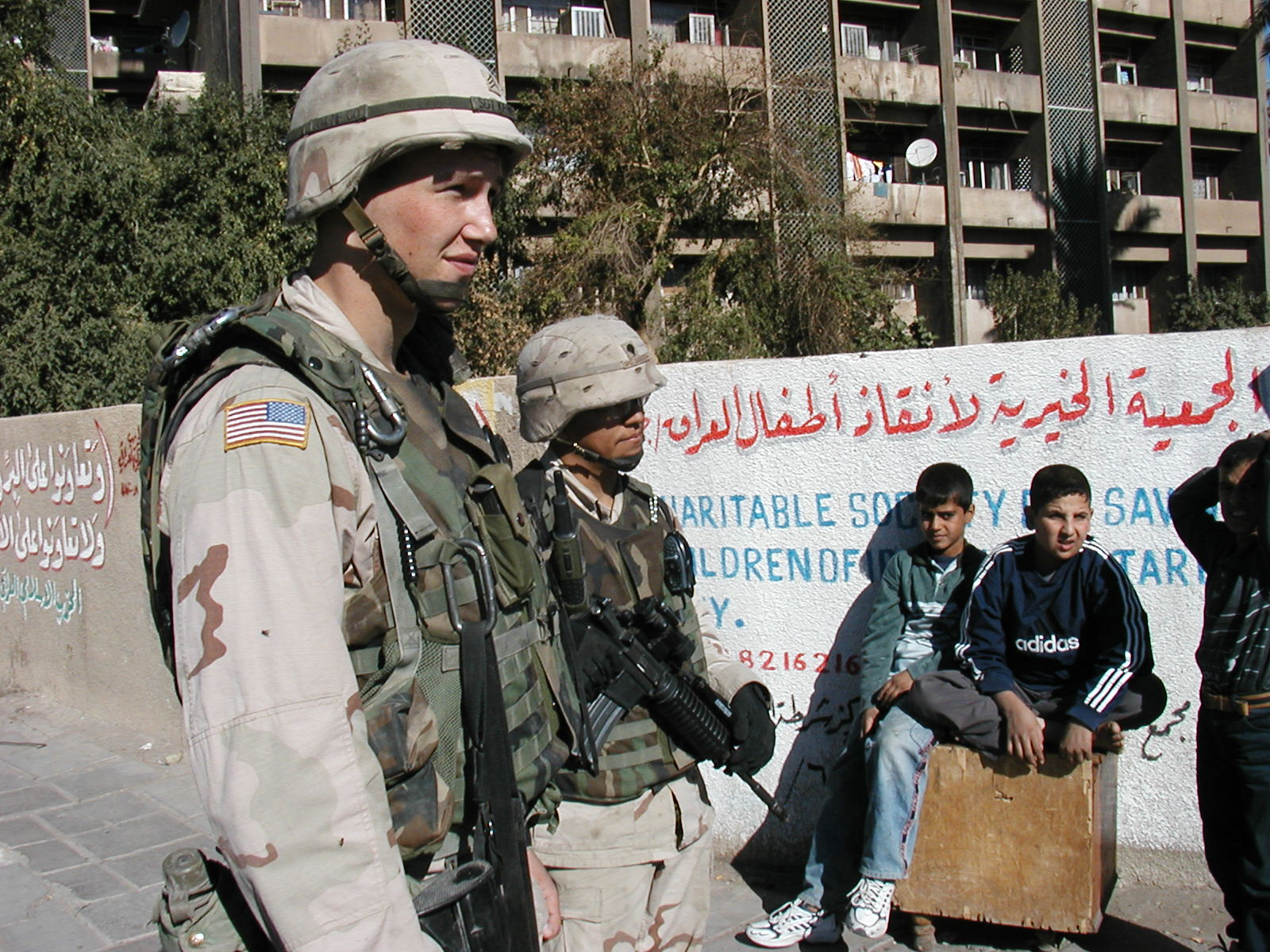
Militaires américain à Bagdad en 2003.

En effet, les forces de la coalition sur le territoire irakien ont dépassé de 2004 à leur retrait de ce pays les 160 000 hommes (24 brigades de combat en 2008 dans la seule agglomération de Bagdad pour les forces américaines[réf. nécessaire], soit un tiers du volume total de l'US Army ; il faut toutefois noter que les autres contingents de la coalition, à l'exception des Britanniques jusqu'en 2007, ont interdiction absolue de mener des actions offensives, n'ayant le droit de faire usage de leurs armes qu'en cas de « légitimes défense »[réf. nécessaire]) mais, même aidée par les nouvelles forces de sécurité nationales irakiennes, elles ont des difficultés à faire face à ces violences, dont la population civile irakienne est actuellement, de très loin, la première victime.
L'opération ne s'achève officiellement que le 19 août 2010 pour être renommée opération Aube Nouvelle (anglais : Operation New Dawn) le 1er septembre 2010.

## L'arrestation de Saddam Hussein

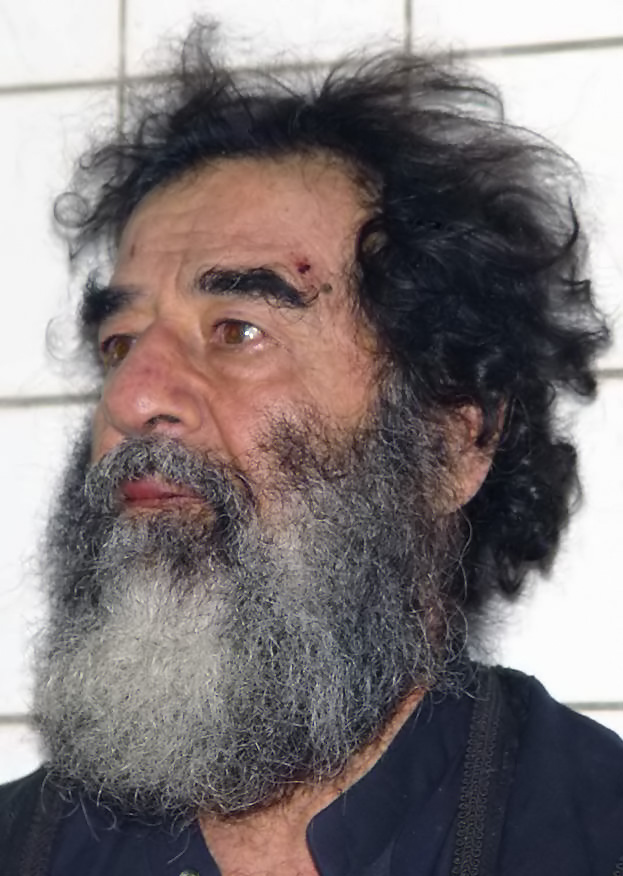
Saddam Hussein lors de son arrestation.

Les forces de la coalition se disaient persuadées que Saddam Hussein avait quitté l'Irak, ou qu'il s'était réfugié dans un des palais présidentiels.
Saddam Hussein a été arrêté le 13 décembre 2003 à 20 h 26 par les hommes (au nombre de 600 pour mener cette opération) de la 4e division d'infanterie américaine dirigée par le général Odierno ainsi que des quelques combattants kurdes, lors de l'opération « Aube Rouge », à al-Daous, près de Tikrit (environ 15 km), au nord de Bagdad.
Saddam Hussein se cachait dans un réduit de 2,5 mètres sous terre relié à une cour de ferme par un très faible passage (juste suffisant pour laisser passer un homme). Il possédait avec lui une mallette contenant 750 000 dollars, un revolver et deux AK-47. Malgré cela, il n'a offert aucune résistance lors de son arrestation.
Après son arrestation, des images font le tour du monde, à la une de tous les journaux. On y voit Saddam Hussein, affaibli, barbu, soumis à un examen par un médecin militaire (qui prélevait des échantillons d'ADN). Paul Bremer, proconsul américain, prononce la phrase : « We got him » (« On l'a eu ») lors d’une conférence de presse.